# 小行星8375
小行星8375（8375 Kenzokohno）是一颗围绕太阳公转的小行星。1992年1月12日，關勉在藝西天文台发现了此天体。
該小行星以日本兵庫縣明石市立天文科學館館長河野健三命名。
这颗小行星的绝对星等为146.92327等。